# Polypedilum mellense
Polypedilum mellense is een muggensoort uit de familie van de dansmuggen (Chironomidae). De wetenschappelijke naam van de soort is voor het eerst geldig gepubliceerd in 1942 door Goetghebuer.